# 1320 Impala
1320 Impala è un asteroide della fascia principale del diametro medio di circa 39,72 km. Scoperto nel 1934, presenta un'orbita caratterizzata da un semiasse maggiore pari a 2,9843495 UA e da un'eccentricità di 0,2342717, inclinata di 19,86392° rispetto all'eclittica.
Prende il nome dalla specie di mammiferi Impala.